# Human Hearts (film, 1912)
Pour les articles homonymes, voir Human Hearts.
Human Hearts est un film muet américain réalisé par Otis Turner et sorti en 1912.

## Fiche technique
- Titre : Human Hearts
- Réalisation : Otis Turner
- Scénario : Hal Reid, d'après sa nouvelle
- Production : Carl Laemmle
- Distribution : Universal Film Manufacturing Company
- Genre : Film dramatique
- Dates de sortie :
  -  États-Unis : 12 septembre 1912

## Distribution
- King Baggot : Tom Logan
- Jane Fearnley : Jeanette LaTourre
- Mayme Kelso : Mme Logan
- Dick Lee : le vagabond